# 学校法人森村学園
学校法人森村学園（がっこうほうじんもりむらがくえん）は、神奈川県横浜市緑区長津田町にある学校法人。100年以上の歴史を持つ共学の伝統校である。
総面積8万m2を超える東京ドーム1.8個分の広大な敷地と、緑豊かな自然環境が特色。
建学の精神「独立自営」を掲げ、「社会に役立つ人を育てよう」という創立者の精神を受け継ぎ、幼稚園、初等部、中等部・高等部を設置した最長15年一貫教育を実施している。
近年、時代の変化に対応し、中等部・高等部では、未来を生き抜くたくましい人間力を備えた人材を育成する「未来志向型教育」を実践している。

## 概要

### はじまり
6代目・森村市左衛門が周囲の強い勧めもあり「花をつくるより人をつくろう」との想いで、小学校と幼稚園を開設したことが森村学園のはじまり。森村財閥の創設者の市左衛門は教育・社会活動にも非常に積極的で、慶應義塾大学、早稲田大学などの諸大学や北里研究所などの研究機関への積極的な後援活動や早稲田大学、東京工業大学、高千穂大学への多額の寄付を実施。日本女子大学校（現日本女子大学）設立に尽力した後、70歳でより自分の理想に近づける教育機関として自邸の庭で南高輪尋常小学校・同幼稚園（現：森村学園）を開校した。

### 創設者
森村市左衛門。森村商事、ノリタケカンパニーリミテド、日本ガイシ、TOTO、日本特殊陶業 、INAX（現・LIXILグループ） 、森村銀行などから成る森村財閥（現・森村グループ）の創設者でもある。クリスチャンで、男爵・従五位に叙せられ、正五位勲三等瑞宝章を追贈された。

### 未来志向型教育
近年、学園が推進している「未来志向型教育」は、「外国語（英語）教育」「PBL（課題解決）型授業」「ICT環境」の3要素で成り立つ独自の教育システムである。予測不可能な未来社会をたくましく生き抜くために、教養ある自己表現を獲得し、自国社会はもとより国際社会に貢献する人材を育むことを目指している。
2022年にオーストラリア出身で言語学教育修士号と経営学修士号（MBA）を持つブレット・マックスウェル氏が新校長に就任。これを機に「INNOVATION MIND MORIMURA」と銘打った学校改革が始まり、「未来志向型教育」は「ACADEMIC MIND」「TECHNOLOGY MIND」「GLOBAL MIND」の3つに整理された。自ら挑戦・活躍・貢献できる人材の育成を図るべく、積極的な施策が行われている。主な施策は以下の通りである。
「アクティブリコール」…情報のインプットとアウトプットを活発に繰り返すことで、事実や知識を確認すると同時に、それらを取り巻く論理的な根拠も確認することができる、非常に効果的で効率的なディープラーニングの手法である。生徒たちは、答えと理由をセットにして質問に答え、学習した内容をお互いに伝え確認し合うことで、事実や知識の定着を図っている。
「ゴール＋プロジェクト」…挑戦・活躍・貢献・自己革新の分野別に、生徒たちは自らの目標を設定する。その上で、その目標を達成するための具体的なロードマップを作成し、学期ごとに振り返りと調整を行って、担任がフィードバックする。各学年では生徒一人ひとりの夢の方向性を探る活動として、探究的な学びを行っている。
「STREAMS教育」…実験ベースの理科（Science）、プログラミング講座を通した情報技術の習得（Technology）、ロボティクス等の講座（Robotics・Engineering）、想像力と実用性を兼ね備えたデザイン・クリエーター思考をベースにした美術（Art）、毎日の小さな積み重ねで論理的な思考と問題解決能力を高める数学（Math）、テクノロジーとデータ分析を活用したスポーツサイエンス（Sports）など、これからの社会を生き抜くために必要な力を身につける教育を行っている。
「ニューソリューションズ」…SDGsなど世界中を視野に入れたさまざまな社会課題を、AIを始めとした最先端のテクノロジーを活用して解決する方法を考える探究学習を行っている。適切なICTツールの利用を学ぶとともに、思考力と創造力を伸ばすことができる。
「ソーシャルアントレプレナー」…ビジネス手法を用いて社会課題の解決を目指す探究的な学びである。まずは世の中を知ることから始まり、自己理解を深め、課題や解決方法を見つける思考法を学ぶ。これらの課題解決方法をピジネスモデルに落とし込んだプレゼンテーション資料を作成し発表する5日間の体験プログラムが2023年からスタートした。
「ランゲージ・アーツ（言語技術）」…学園独自の「日本版ランゲージ・アーツ」教育を実践している。これは「自己の弁明や他者への説得」を主眼とするヨーロッパ発祥のランゲージ・アーツを、「他者への思いやり」を基調とする日本人のメンタリティーに配慮した独自の学びに改良したものである。

### 制服
学校制服は、学習院、女子学院、女子聖学院、聖学院小学校などに制服を納入している株式会社ヨシザワのもの。特に中・高等部女子の長い青スカーフが特徴のセーラー服は他校からも人気が高い。

### 交通アクセス
- 東急田園都市線 つくし野駅 徒歩5分
- JR横浜線 長津田駅 徒歩13分

## 校訓・校歌・ 校章

### 校訓
「正直・親切・勤勉」「挑戦・活躍・貢献」
「正直」：誠実であることを最上とし、偽りのない人であれ。
「親切」：あたたかき心をもち、行動する人であれ。
「勤勉」：人の力は無限に進む。学び続ける人となれ。

### 校歌
「もしもし亀よ」の童謡などを作曲した音楽教員の納所辨次郎が作曲し1919年頃につくられる。歌詞は七、五、七、五の繰り返される今様風。作詞は当時国語教員の深井虎蔵で、小さな芽がやがて大木となるように、こどもたちもいつか世の中を動かすまでに立派に成長するのだという決意と意気込み溢れる内容。

### 校章
森村家の家紋（下がり藤）を基礎に、森村の頭文字であるMが意匠化されて出来上がったもので、市左衛門の創始したノリタケが海外に輸出した製品の底には、非常に形のよく似たマークがしるされている。

## 沿革

### 明治
- 1910年 - 創立者森村市左衛門（6代目）が高輪の自邸内に私立南高輪幼稚園開園、私立南高輪尋常小学校開校
- 1911年 - 各学年に英語科を設置、小学校校舎竣工

### 大正
- 1912年 - ピアノ科を設置
- 1913年 - 割烹科（課外）を設け、第4・5・6年の女子に教える
- 1916年 - 自然科を設け、「大崎たんぽ」で斬新な理科教育を開始
- 1919年 - 森村市左衛門（6代目）死去。次男・開作（森村市左衛門（7代目）を襲名）が、園長、校長に就任。現在の森村学園の基礎を築く。

### 昭和
- 1929年 - 小学校の新校舎を芝区高輪南町55番地に新築起工、小学校体操科の一部として剣道科を追加
- 1930年 - 小学校を旧校舎より新校舎に移転
- 1932年 - 自然科を直観科に改組
- 1939年 - 剣道科に加え、柔道科を正課とする
- 1940年 - 小学校第1学年に総合教育を実施、小学校の体育科の一部として薙力科を追加
- 1941年 - 国民学校令により、私立南高輪尋常小学校を森村初等学校に改称、森村高等女学校の発足、財団法人森村学園の設立認可
- 1942年 - 高等女学校校舎落成、新枚舎へ移転
- 1945年 - 高等女学校の補習コースとして専攻科が発足
- 1948年 - 森村学園幼稚園、初等科、中等科、高等科に校名を変更
- 1950年 - 中等科と高等科が男女別学となり、男子部と女子部が発足
- 1951年 - 財団法人から学校法人森村学園に改組、初等科が完全給食を実施
- 1954年 - 女子部の校舎を増築
- 1957年 - 男子部・女子部合同運動会を実施
- 1978年 - 長津田校舎が竣工し移転開始、幼稚園、初等部、中等部、高等部、専攻科に改組、専攻科を除き男女共学制となる
- 1980年 - 全学移転完了し高輪校舎を閉鎖、初等部のプールが完成
- 1987年 - 海外英語研修プログラム発足

### 平成
- 1991年 - 中央棟竣工
- 1996年 - 専攻科の募集を停止
- 1997年 - 中等部・高等部を一体化し、中高一貫教育を開始
- 2000年 - 中等部より5クラス制への移行を開始
- 2004年 - 中等部・高等部が週6日制に移行
- 2009年 - 中等部・高等部の新校舎、初等部の屋内プールなどが竣工
- 2010年 - 森村学園創立100周年

### 令和
- 2020年 - 森村学園創立110周年
- 2022年 - オーストラリア出身のブレット・マックスウェル氏が中等部・高等部の新校長に就任し、学校改革を開始

## 学園情報
- 給食は初等部のみ、中高等部は食堂の利用が可能。
- 校庭は、初等部と中等部と高等部が共用。
- 男子志願者の増加により、初等部・中等部は男女比はほぼ同じである。

### 1学年の生徒数
幼稚園3年保育：40名、幼稚園2年保育：60名、初等部：120名、中等部・高等部：200名

### 幼稚園
- 幼稚園は、年少が桜組、年中が菊組、年長が藤組
- 幼稚園の教育目標は「生きる力の礎を築き、知的好奇心を育む」
- 幼稚園では豊かな自然環境の中で、四季の変化を感じながら「あそび」の中で「非認知能力」を育てることにチカラをいれている

### 初等部
- 初等部は創立以来週5日制。
- 初等部は3クラスで、桜組・藤組・菊組に分かれている。
- 初等部のシンボルは、階段踊り場にある「象の剥製」と、低学年が熱中する中庭の「ジャンボすべり台」。
- 初等部の運動会は5月。
- 初等部では2009年（平成21年）より、室内プールを使用開始。

### 中・高等部
- 中・高等部は2003年度までは週5日制であったが、2004年度より週6日制に移行。
- 中・高等部は5クラスで、A組 - E組のアルファベット表記である。
- 完全中高一貫教育のため高等部からの生徒の募集はしていない[1]。
- 中・高等部のみずき祭（文化祭）は9月。
- 旧中等部・高等部校舎、学園本部、図書館は取り壊されて森村学園100周年事業によって新校舎が建てられた。

### 主な部活動 (中・高等部)
- 新体操部
- 陸上競技部
- バドミントン部
- ゴルフ部
- 空手部
- 硬式テニス部
- サッカー部
- 剣道部
- バスケットボール部
- 野球部
- バレーボール部
- 管弦楽部
- 美術部
- ESS部
- 囲碁将棋部
- 演劇部
- 科学部
- 合唱部
- 華道部
- 茶道部
- 料理部

## 著名な出身者

### 俳優
- 奈月ひろ子（女優）
- 前川麻子（女優、小説家）
- 小山田詩乃（声優）
- 宮澤エマ（タレント）
- 関水渚（女優、タレント）
- 尾上菊五郎 (7代目)（歌舞伎役者）
- 市村家橘 (17代目)（歌舞伎役者）
- 広岡瞬（元俳優）
- Theかれー王（タレント）
- 森宮隆（俳優）
- 林家木久蔵（落語家）
- 植田真介（俳優・声優）
- 田中伸彦（俳優・タレント）
- 松本伊代（タレント、歌手）

### 歌手
- maylee（ラジオパーソナリティー、歌手、MC）
- AYA（歌手・女優）
- 一青窈（歌手・作詞家・女優）
- 安藤裕子（歌手・作詞家・女優）
- May J.（音楽家、歌手、DJ,MC(J-MELO: NHK)）

### アナウンサー
- 佐々木明子（テレビ東京アナウンサー）
- 大橋マキ（元フジテレビアナウンサー）
- 石井希和（元テレビ朝日アナウンサー）
- 細木美知代（テレビ神奈川契約アナウンサー）
- 岡部楓子（山陰中央テレビジョン放送アナウンサー）

### スポーツ
- 福原美和（元フィギュアスケート選手）
- 百田光雄（プロレスリング・ノア元取締役副社長）
- 八木沼純子（元フィギュアスケート選手、プロスケーター）
- 水田光夏（パラ射撃選手）
- 山本武白志（元プロ野球選手）

### 宝塚歌劇団
- 朝香じゅん - 元花組男役
- 田中里衣 - 元花組男役
- 一乃凜 - 月組娘役

### その他
- イサム・ノグチ（インテリアデザイナー）
- 竹見淳一（実業家）
- 安部譲二（小説家）
- 松任谷國子（画家）
- 北白川宮肇子女王（旧皇族）
- 永山治（実業家）
- 吉田隆子（作曲家）
- 南雲吉則（医師）
- 岡部牧夫（文筆家）
- 浜田マキ子（タレント・実業家）
- 出田節子（画家）
- 加藤タキ（コーディネーター
- 井澤京子（元衆議院議員）
- 田中浩子（ダンサー、振付師）
- 川畑伊知郎（神経科学者・ピアニスト）
- 村上萌（ライフスタイルプロデューサー）